# Xã Oakland, Quận Franklin, Iowa
Xã Oakland (tiếng Anh: Oakland Township) là một xã thuộc quận Franklin, tiểu bang Iowa, Hoa Kỳ. Năm 2010, dân số của xã này là 216 người.